# ژیرایر هاکوبیان
ژیرایر گریگوری هاکوبیان (ارمنی: Ժիրայր Գրիգորի Հակոբյան؛  زادهٔ ۲۲ ژوئن ۱۹۰۹ - درگذشته ۱۴ مارس ۱۹۶۸) فیلم‌نامه‌نویس، نمایشنامه‌نویس اهل ارمنستان بود.

## زندگی‌نامه
وی در ۲۲ ژوئن ۱۹۰۹ در کنستانتینوپل به دنیا آمد و از hy:Երևանի պետական գեղարվեստաթատերական ինստիտուտ (۱۹۵۳) فارغ‌التحصیل گشت. وی در تئاتر روسی استانیسلاوسکی ایروان، آرمن‌فیلم و فرهنگستان دولتی تئاتر سوندوکیان فعالیت می‌کرد. همچنین برندهٔ جوایزی همچون چهره هنری شایسته ارمنستان شوروی شده‌است. وی در ۱۴ مارس ۱۹۶۸ در سن ۵۸ سالگی در استانبول درگذشت.